# فهد الحردان
فهد يوسف الحردان (28 يونيو 1988) لاعب كرة قدم بحريني يلعب حاليا لصالح نادي الدرجة الأولى المحرق البحريني في مركز الوسط الأيمن كما يجيد اللعب في مركز الوسط المحوري.

## الإنجازات
- الدرجة الأولى (5): 2007، 2008، 2009، 2011، 2015
- كأس ملك البحرين (6): 2008، 2009، 2011، 2012، 2013، 2016
- كأس ولي العهد (3): 2007، 2008، 2009
- كأس الاتحاد الآسيوي (1): 2008
- كأس الاتحاد البحريني (1): 2009
- كأس الخليج للأندية (1): 2012